# Möckers
Möckers è una frazione (Ortsteil) della città tedesca di Smalcalda.